# مدلیتسه
مدلیتسه (به چکی: Medlice) یک منطقهٔ مسکونی در جمهوری چک است که در ناحیه زنویمو واقع شده‌است. مدلیتسه ۶٫۹۸ کیلومتر مربع مساحت و ۱۸۵ نفر جمعیت دارد و ۳۵۸ متر بالاتر از سطح دریا واقع شده‌است.